# Fábio Carvalho
Fábio Leandro Freitas Gouveia Carvalho (Torres Vedras, Portugal, 30 de agosto de 2002), conocido deportivamente como Fábio Carvalho, es un futbolista portugués que juega de centrocampista en el Brentford F. C. de la Premier League.

## Vida personal
Carvalho nació en Torres Vedras, en el distrito de Lisboa de Portugal. Jugó en la academia del S. L. Benfica antes de mudarse con su familia a Londres, Inglaterra, en 2013. Jugó para el Balham antes de ser fichado por el Fulham en 2015.

## Trayectoria
En mayo de 2020 firmó su primer contrato profesional con el Fulham F. C. por dos años. El 23 de septiembre hizo su debut en el primer equipo como suplente en la victoria por 2-0 de la Copa EFL sobre el Sheffield Wednesday F. C. El 15 de mayo de 2021 anotó su primer gol en la derrota de liga fuera de casa por 3-1 ante el Southampton F. C.
En el comienzo de la temporada 2021-22 anotó tres goles en sus primeros cinco partidos cuando el Fulham buscaba regresar a la Premier League. Como resultado, recibió el premio EFL Young Player of the Month de agosto de 2021.
Contribuyó con diez goles y ocho asistencias al ascenso del club a la máxima categoría del fútbol inglés. Sin embargo, no jugaría en ella con el mismo equipo, ya que el 23 de mayo de 2022 el Liverpool F. C. anunció su incorporación al conjunto red a partir del 1 de julio.
En su primer año en Liverpool consiguió tres tantos en veintiún encuentros. Para tener mayor continuidad, el 30 de junio de 2023 fue cedido una temporada al R. B. Leipzig, aunque a finales de año la cesión se canceló tras disputar quince partidos. Entonces fue prestado al Hull City A. F. C.
El 12 de agosto de 2024 fue oficializado su traspaso al Brentford F. C. por cinco años fijos y otro más opcional.

## Selección nacional
Ha representado a Inglaterra hasta el nivel sub-18. Podía jugar con Inglaterra aunque no posee el pasaporte británico, sin embargo, debido a las regulaciones de la FIFA ya no pudo ser llamado.
Fue convocado a la selección sub-21 de Portugal el 17 de marzo de 2022, antes de los partidos de clasificación para la Eurocopa contra Islandia y Grecia.

## Estadísticas

### Clubes
Actualizado al último partido disputado el 21 de febrero de 2025.
| Club                          | Div.          | Temporada     | Liga  | Liga  | Copas nacionales | Copas nacionales | Copas internacionales | Copas internacionales | Total | Total |
| Club                          | Div.          | Temporada     | Part. | Goles | Part.            | Goles            | Part.                 | Goles                 | Part. | Goles |
| ----------------------------- | ------------- | ------------- | ----- | ----- | ---------------- | ---------------- | --------------------- | --------------------- | ----- | ----- |
| Fulham F. C. Inglaterra       | 1.ª           | 2020-21       | 4     | 1     | 2                | 0                | ―                     | ―                     | 6     | 1     |
| Fulham F. C. Inglaterra       | 2.ª           | 2021-22       | 36    | 11    | 2                | 1                | ―                     | ―                     | 38    | 12    |
| Fulham F. C. Inglaterra       | Total club    | Total club    | 40    | 12    | 4                | 1                | 0                     | 0                     | 44    | 13    |
| Liverpool F. C. Inglaterra    | 1.ª           | 2022-23       | 13    | 2     | 4                | 1                | 4                     | 0                     | 21    | 3     |
| Liverpool F. C. Inglaterra    | Total club    | Total club    | 13    | 2     | 4                | 1                | 4                     | 0                     | 21    | 3     |
| R. B. Leipzig · Alemania      | 1.ª           | 2023-24       | 9     | 0     | 3                | 0                | 3                     | 0                     | 15    | 0     |
| R. B. Leipzig · Alemania      | Total club    | Total club    | 9     | 0     | 3                | 0                | 3                     | 0                     | 15    | 0     |
| Hull City A. F. C. Inglaterra | 2.ª           | 2023-24       | 20    | 9     | 0                | 0                | ―                     | ―                     | 20    | 9     |
| Hull City A. F. C. Inglaterra | Total club    | Total club    | 20    | 9     | 0                | 0                | 0                     | 0                     | 20    | 9     |
| Brentford F. C. Inglaterra    | 1.ª           | 2024-25       | 19    | 2     | 5                | 1                | ―                     | ―                     | 24    | 3     |
| Brentford F. C. Inglaterra    | Total club    | Total club    | 19    | 2     | 5                | 1                | 0                     | 0                     | 24    | 3     |
| Total carrera                 | Total carrera | Total carrera | 101   | 25    | 16               | 3                | 7                     | 0                     | 124   | 28    |

## Palmarés

### Campeonatos nacionales
| Título                | Club            | País       | Año  |
| --------------------- | --------------- | ---------- | ---- |
| EFL Championship      | Fulham F. C.    | Inglaterra | 2022 |
| Community Shield      | Liverpool F. C. | Inglaterra | 2022 |
| Supercopa de Alemania | R. B. Leipzig   | Alemania   | 2023 |